# Alois von und zu Liechtenstein (1869–1955)

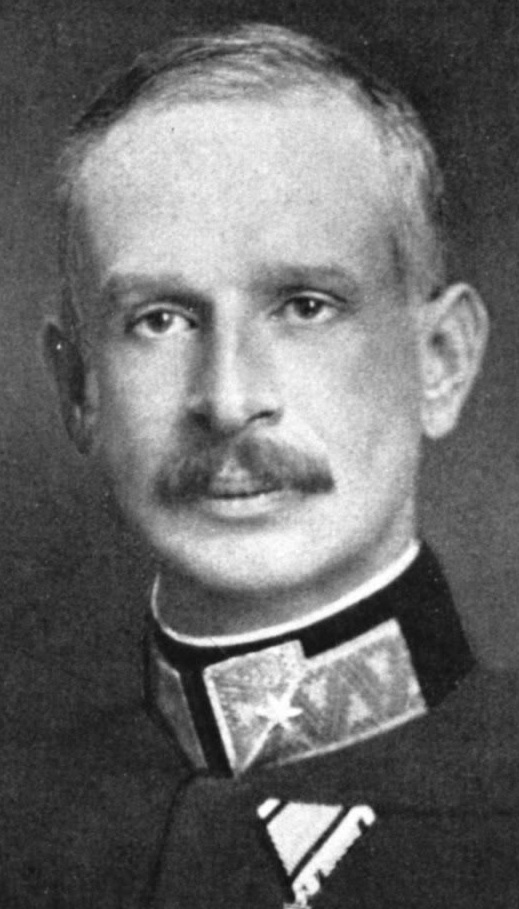
Prinz Alois von und zu Liechtenstein

Prinz Alois von und zu Liechtenstein (Alois Gonzaga Maria Adolf; * 17. Juni 1869 auf Schloss Hollenegg bei Deutschlandsberg, Steiermark, Österreich; † 16. März 1955 auf Schloss Vaduz, Liechtenstein) war ein k.u.k. Oberstleutnant der Kavallerie und Vater des  Fürsten Franz Josef II. von und zu Liechtenstein.

## Biografie

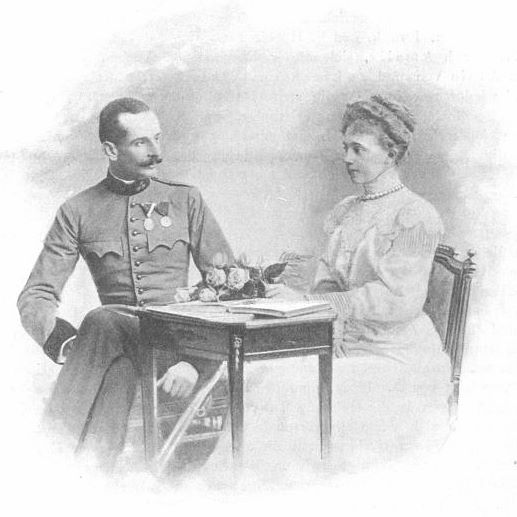
Alois von und zu Liechtenstein mit Frau Elisabeth Amalie
Aus Sport & Salon, Wien, 25. April 1903

Liechtenstein war der zweite Sohn des Prinzen Alfred von und zu Liechtenstein (1842–1907) und dessen Gattin Henriette, geborene Prinzessin von und zu Liechtenstein (1843–1931). Er wuchs in Wien und auf Schloss Hollenegg auf. Als Privatist besuchte er das Schottengymnasium in Wien und legte 1887 die Maturitätsprüfung ab. Anschließend trat er als Einjährig-Freiwilliger in das k.u.k. Ulanenregiment Nr. 12 ein. Nach bestandener Offiziersprüfung wurde er 1888 zum Titular-Korporal befördert und setzte in die Reserve über. 1889 erfolgte seine Ernennung zum Leutnant und der Eintritt in den aktiven Dienst. Seine Beförderung zum Oberleutnant erhielt er 1894. Als Zugskommandant diente er von 1898 bis 1900 bei der k.u.k. Leibgardereitereskadron. Im Anschluss kehrte er ins Ulanenregiment zurück und wurde 1901 zum Rittmeister zweiter Klasse befördert.
Am 8. November 1902 feierte Liechtenstein auf Schloss Laxenburg seine Verlobung mit Erzherzogin Elisabeth Amalie von Österreich (1878–1960), jüngere Tochter des Erzherzogs Karl Ludwig von Österreich (1833–1896) und dessen dritter Gattin Maria Theresa, geborene Infantin von Portugal (1855–1944). Kaiser Franz Joseph I. stellte persönlich bei der Verlobung klar, dass seine Nichte  keinen seiner Untertanen und folglich keinen österreichischen Staatsbürger heiraten könne. Er machte daher die Aufgabe der österreichischen Staatsbürgerschaft durch den Prinzen zur Bedingung für die Heirat. Noch im gleichen Jahr erfüllte Liechtenstein die Bedingung des Kaisers und nahm die liechtensteinische Staatsbürgerschaft an. Die Hochzeit mit seiner Verlobten fand am 20. April 1903 in Wien statt. Die Hochzeitsreise führte die Neuvermählten nach Rom, wo sie von Papst Leo XIII. empfangen wurden, und weiter nach Frankreich und England, worauf das junge Ehepaar die Garnison Stuhlweißenburg bezog.
1905 erfolgte Liechtensteins Beförderung zum Rittmeister erster Klasse. Mit Beschluss des k.k. Landgerichts Brünn vom 24. Februar 1909 wurde ihm das Fideikommiss Groß Ullersdorf des verstorbenen Fürsten Rudolf von und zu Liechtenstein zugesprochen. Schloss Groß Ullersdorf wurde Wohnsitz seiner Familie. Nach einer zeitweiligen Beurlaubung folgte 1910 seine Übersetzung in die Reserve. Nach der Kriegserklärung Österreich-Ungarns an Serbien wurde er im August 1914 zum Major und im November 1916 schließlich zum Oberstleutnant in der Reserve befördert.
Liechtenstein verzichtete am 26. Februar 1923 zugunsten seines ältesten Sohns Franz Josef, Patenkind des Kaisers, auf die Majoratsanwartschaft und die Thronfolge im Fürstentum Liechtenstein. Sein Onkel Fürst Johann II. teilte den Verzicht mittels Handschreiben vom 15. März 1923 dem liechtensteinischen Regierungschef Gustav Schädler zuhanden des Landtags mit. Im Kriegsjahr 1944 übersiedelte Liechtenstein mit seiner Gattin nach Vaduz. Am 16. März 1955 verstarb er infolge eines Herzinfarkts auf Schloss Vaduz. Sein zunächst auf dem örtlichen Friedhof beigesetzter Leichnam wurde 1959 in der neu errichteten Fürstlichen Gruft bestattet.
Liechtenstein galt als Förderer der Wissenschaft und Künste. Er war Ehrenmitglied der Akademie der Wissenschaften und Künste sowie Mitglied der katholischen Studentenverbindung KÖStV Austria Wien im ÖCV.

## Nachkommen

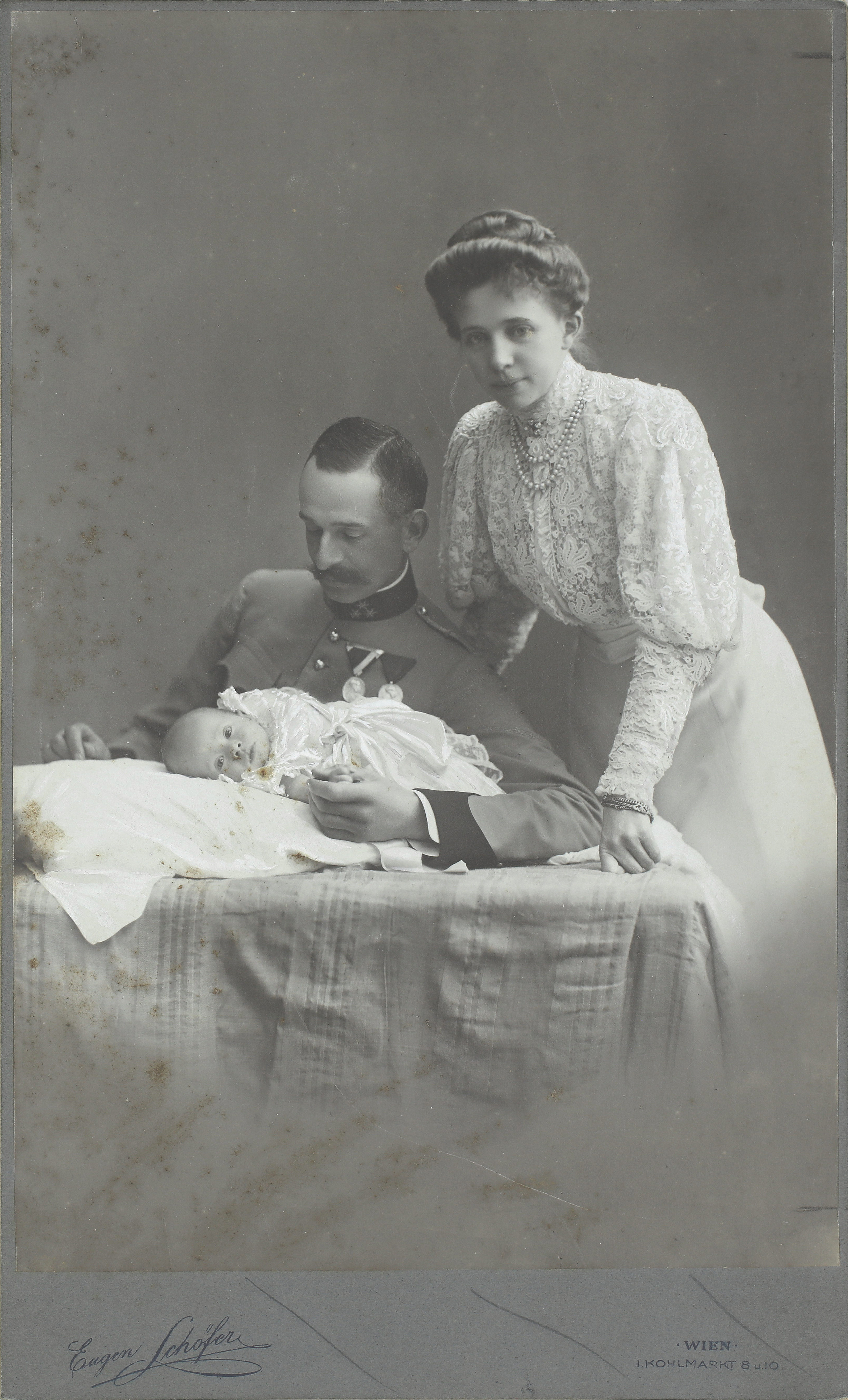
Alois von und zu Liechtenstein mit seiner Frau Elisabeth Amalie und ihrem ältesten Sohn Franz Josef als Kleinkind

Aus Liechtensteins 1903 geschlossener Ehe mit Erzherzogin Elisabeth Amalie von Österreich gingen acht Kinder hervor:
- Franz Josef II. (* 16. August 1906; † 13. November 1989), Fürst von Liechtenstein, ⚭ 1943 Gräfin Georgina von Wilczek (1921–1989)
- Marie Therese (* 14. Januar 1908; † 30. September 1973), ⚭ 1944 Graf Artur Strachwitz von Groß-Zauche und Camminetz (1905–1996)
- Karl Alfred (* 16. August 1910; † 17. November 1985), ⚭ 1949 Erzherzogin Agnes von Österreich (1928–2007)
- Georg (* 11. November 1911; † 18. Januar 1998), ⚭ 1948 Herzogin Marie Christine von Württemberg (* 1924)
- Ulrich (* 29. August 1913; † 13. Oktober 1978), unverheiratet
- Henriette (* 6. November 1914; † 13. Oktober 2011), ⚭ 1943 Peter Graf und Edler Herr von und zu Eltz genannt Faust von Stromberg (1909–1992)
- Alois (* 20. Dezember 1917; † 14. Februar 1967), unverheiratet
- Heinrich (* 21. Oktober 1920; † 29. November 1993), ⚭ 1968 Gräfin Amalie Podstatzky-Lichtenstein (1935–2025)

## Auszeichnungen
- 1898: Jubiläums-Hofmedaille in Silber und Jubiläums-Erinnerungsmedaille für die bewaffnete Macht in Bronze
- 1908: Militär-Jubiläumskreuz
- 1910: Militärverdienstkreuz III. Klasse
- 1911: 1164. Ritter des Ordens vom Goldenen Vlies
- 1915: Ritterkreuz III. Klasse mit Kriegsdekoration des Ordens der Eisernen Krone
- 1916/1917: Militärverdienstkreuz III. Klasse mit Kriegsdekoration
- 1917/1918: Bronzene Militär-Verdienstmedaille mit Schwertern am Bande des Militärverdienstkreuzes und Militärdienstzeichen III. Klasse für Offiziere